# Khối bỏ túi

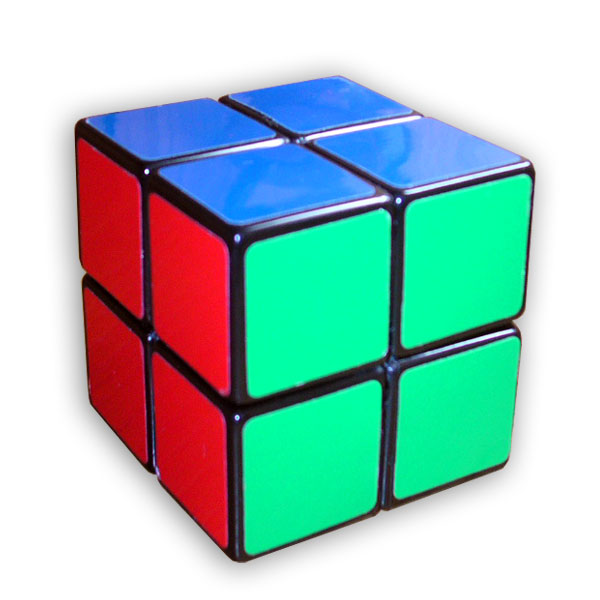
Rubik bỏ túi đã giải
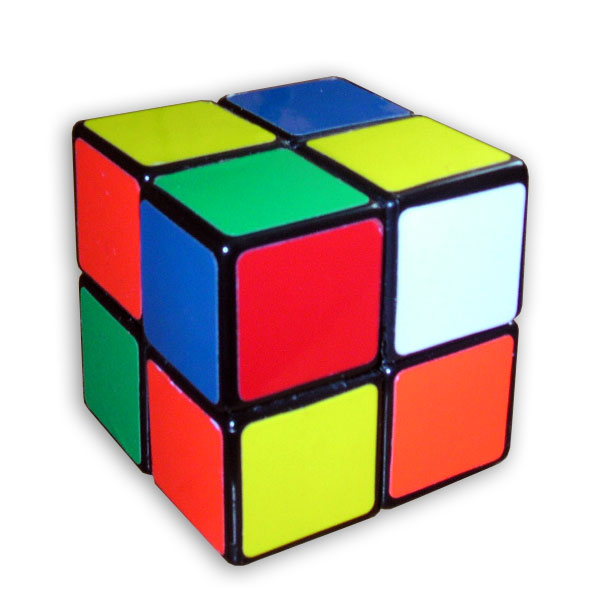
Rubik bỏ túi bị xáo trộn
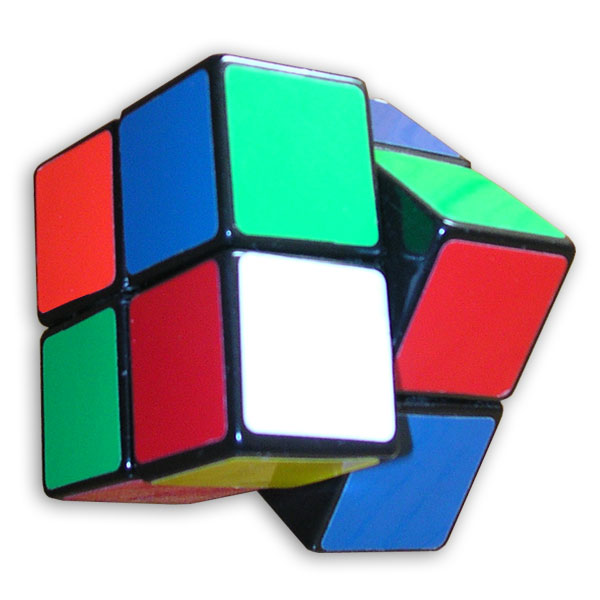
Rubik bỏ túi đang xoay

Rubik bỏ túi là dạng 2x2x2 của lập phương Rubik. Vì cấu dạng đơn giản, nên nó chỉ có 8 khối góc. Đây là phát minh của Lary Nichols vào năm 1970.

## Số hoán vị
Mọi hoán vị của 8 đỉnh đều có thể xảy ra (8! hoán vị), tuy nhiên cần lưu ý hoán vị của 7 khối bất kỳ quy định khối còn lại (37 hoán vị). Do thực tế có 24 hoán vị định hướng giống nhau nên phải chia số hoán vị trên cho 24, dẫn đến số hoán vị cần tìm là:
{\displaystyle {\frac {8!\times 3^{7}}{24}}=3674160}

## Thuật giải
Cách thông thường là mô phỏng cách xoay tầng đầu và chỉnh lại đỉnh tầng dưới của Rubik tiêu chuẩn (Xem Lập phương Rubik#Cách giải Rubik tiêu chuẩn). Tuy nhiên vẫn còn nhiều thuật giải khác cũng rất phổ biến:
- Ortega-Varasano: Thuật giải này giải hai mặt đối diện của khối Rubik và hoán vị cả hai tầng sử dụng một công thức duy nhất. Thuật giải này được nhiều người chơi ở cấp độ trung bình sử dụng vì số công thức ít (12 công thức) và thời gian giải có thể đạt được sử dụng thuật giải này (trung bình 4-5 giây).[1]
- CLL: Thuật giải này giải tầng dưới của khối Rubik và hoàn thành toàn bộ tầng trên bằng một công thức. CLL là một thuật giải rất nhanh (có thể đạt được thời gian dưới 3 giây) nhưng khó học hơn Ortega-Varasano vì số lượng công thức nhiều hơn (42 công thức).[2]
- EG: Là kết hợp của Ortega-Varasano và CLL, thuật giải EG hoàn thành một mặt của khối Rubik và giải toàn bộ khối bằng một công thức. Thuật giải này là thuật giải khối 2x2x2 nhanh nhất hiện tại (có thể đạt đến dưới 2.5 giây) nhưng vô cùng khó học vì số công thức lên đến 128 (trong số đó có 42 công thức của thuật giải CLL). Chính vì lý do này nên bộ công thức của thuật giải EG thường được chia làm hai bộ là EG-1 và EG-2.[3]

## Kỷ lục
Kỷ lục thế giới giải Khối bỏ túi đang thuộc về Maciej Czapiewski (Ba Lan) với thời gian 0,49 giây tại giải Grudziadz Open 2016. Martin Vædele Egdal hiện đang nắm giữ kỷ lục trung bình giải sau năm lần là 1,21 giây tại giải Kjeller Open 2018.